# انسان‌شناسی فرگشتی
انسان‌شناسی فرگشتی (به انگلیسی: Evolutionary anthropology) مطالعه میان‌رشته‌ای فرگشت فیزیولوژی انسان و رفتار انسان و رابطه میان انسان‌ها و نخستی‌های غیرانسان، بر اساس علوم طبیعی و علوم اجتماعی استوار است. رشته‌ها و گرایش‌های مختلف انسان‌شناسی فرگشتی عبارتند از:
- فرگشت انسان و انسان‌زایی
- دیرین‌مردم‌شناسی و دیرینه‌شناسی نخستی‌های انسانی و غیرانسانی
- نخستی‌شناسی و رفتارشناسی نخستی‌ها
- تکامل فرهنگی-اجتماعی رفتار انسان، از جمله رویکردهای تبارشناسی به زبان‌شناسی تاریخی
- روان‌شناسی فرگشتی و زبان‌شناسی فرگشتی انسان‌ها
- مطالعه باستان‌شناسی فناوری بشر و تغییرهای آن در طول زمان و مکان
- ژنتیک فرگشتی انسان و تغییرها در ژنوم انسان در طول زمان
- علوم اعصاب، غدد درون‌ریز، و انسان‌شناسی عصبی شناخت، فرهنگ، اعمال و توانایی‌های انسان و نخستی‌ها
- بوم‌شناسی رفتاری انسان و برهم‌کنش بین انسان و محیط زیست
- مطالعات کالبدشناسی انسان، فیزیولوژی، زیست‌شناسی مولکولی، بیوشیمی، و تفاوت‌ها و تغییرها میان گونه‌ها، تنوع میان گروه‌های انسانی، و روابط با عوامل فرهنگی.